# Gnotzheim
Gnotzheim è un comune tedesco di 875 abitanti, situato nel land della Baviera.

## Storia
Fu un insediamento militare romano di un'unità ausiliaria (a partire dalla metà del II secolo sotto la dinastia degli Antonini), appartenente al sistema difensivo del limes germanico-retico.